# John Duncan Bligh
Pour les articles homonymes, voir Bligh.
John Duncan Bligh (11 octobre 1798 - 8 mai 1872) est un diplomate britannique.

## Jeunesse
Né à Londres, il est le deuxième fils de John Bligh (4e comte de Darnley) et de son épouse, Elizabeth, troisième fille de William Brownlow. Sa mère est la tante de Charles Brownlow (1er baron Lurgan) et son frère aîné est Edward Bligh (5e comte de Darnley). Il fait ses études au Collège d'Eton puis est inscrit à Christ Church, Oxford le 6 mai 1818. Il a obtenu un BA en 1821 Il est ensuite élu membre du All Souls College, Oxford, où il reçoit une BCL en 1828 et une DCL en 1836.

## Carrière
Il entre dans le service diplomatique et est envoyé comme à l'ambassade à Vienne en 1820. Trois ans plus tard, il est transféré à Paris et en 1826, une mission spéciale le conduit en Russie, où il assiste au couronnement de l'empereur Nicolas Ier. Plus tard dans l'année, il retourne en France et devient secrétaire de légation à Florence en 1829. L'année suivante Bligh est nommé à La Haye en tant que secrétaire d'ambassade. Il est envoyé par intérim à partir de juillet 1832 et est venu à Saint-Pétersbourg en septembre qualité d’ambassadeur.
Il est promu envoyé extraordinaire et ministre plénipotentiaire auprès du roi de Suède et de Norvège en 1835 et lorsque le roi Guillaume IV du Royaume-Uni meurt, mettant ainsi fin à l'union personnelle entre Hanovre et la Grande-Bretagne, il est admis comme nouvel envoyé extraordinaire et ministre plénipotentiaire auprès du roi de Hanovre en 1838. Après neuf ans en poste, il assume également la représentation diplomatique britannique auprès du Grand-duché d'Oldenbourg et du Duché de Brunswick. Il prend sa retraite en 1856 et est récompensé à cette occasion en étant fait chevalier commandant de l'Ordre du Bain.
En 1831, il est nommé capitaine du Royal East Kent Yeomanry et en 1857, il est nommé lieutenant adjoint du comté de Kent.

## Famille
Le 19 décembre 1835, il épouse Elizabeth Mary, fille unique de Thomas Gisborne à l'église paroissiale d'Allestree. Leur fille unique, qui porte le nom de sa mère, devient plus tard épouse de Walter Pelham (4e comte de Chichester). Elizabeth meurt deux ans plus tard et Bligh demeure veuf jusqu'en 1865, lorsqu'il se remarie avec sa cousine Anne Julia, quatrième fille de Francis Brownlow au presbytère d'Ardbraccan le 28 novembre. Il est mort à Sandgate, Kent en 1872 et sa deuxième épouse lui survit pendant dix ans.

## Cricket
En 1822, Bligh joue pour le club de cricket Marylebone (MCC) dans un match de première classe, frappant deux fois et inscrivant deux buts à chaque fois. De nombreux membres de sa famille ont été impliqués dans le cricket.